# Nostradamus
Michel de Nôtre-Dame (Saint-Rémy-de-Provence, Provenza-Alpes-Costa Azul, 14 de diciembre de 1503-Salon-de-Provence, Provenza-Alpes-Costa Azul, 2 de julio de 1566), también llamado Michel Nostradame, latinizado normalmente como Nostradamus, fue un boticario francés y supuesto adivino, más conocido por su libro Les Prophéties (en español, Las Profecías), una colección de 942 cuartetas poéticas que supuestamente predicen el futuro. El libro se publicó por primera vez en 1555.                          
La familia de Nostradamus era originalmente judía, pero se había convertido al catolicismo antes de que él naciera. Estudió en la Universidad de Aviñón, pero se vio obligado a dejar sus estudios después de poco más de un año cuando la universidad cerró debido a un brote de la plaga. Trabajó como boticario durante varios años antes de ingresar a la Universidad de Montpellier, con la esperanza de obtener un doctorado, pero fue casi inmediatamente expulsado después de que se descubrió su trabajo como boticario (un comercio manual prohibido por los estatutos universitarios). Se casó por primera vez en 1531, pero su esposa y sus dos hijos murieron en 1534 durante otro brote de peste. Trabajó junto a otros médicos contra la plaga antes de volver a casarse con Anne Ponsarde, con quien tuvo seis hijos. Escribió un almanaque para 1550 y, como resultado de su éxito, continuó escribiéndolo para los años futuros mientras comenzaba a trabajar como astrólogo para varios clientes ricos. Catalina de Médici se convirtió en una de sus principales partidarias. Sus Les Prophéties, publicadas en 1555, se basaron en gran medida en precedentes históricos y literarios y recibieron inicialmente una recepción mixta. Sufrió de gota severa hacia el final de su vida, enfermedad que finalmente le provocó un edema. Murió el 2 de julio de 1566. Muchos autores populares han contado leyendas apócrifas sobre su vida.
En los años transcurridos desde la publicación de 'Les Prophéties', Nostradamus ha atraído a un gran número de partidarios que, junto con gran parte de la prensa popular, le atribuyen haber predicho con precisión muchos de los sucesos mundiales más sonados. La mayoría de las fuentes académicas rechazan la idea de que Nostradamus tenía habilidades proféticas sobrenaturales genuinas y sostienen que las asociaciones entre los sucesos mundiales y las cuartetas de Nostradamus son el resultado de malas interpretaciones o malas traducciones (a veces deliberadas). Estos académicos argumentan que las predicciones de Nostradamus son característicamente vagas, lo que significa que podrían aplicarse a prácticamente cualquier cosa, y son inútiles para determinar si su autor tenía algún poder profético real. También señalan que las traducciones al inglés de sus cuartetas son casi siempre de muy mala calidad, basadas en manuscritos posteriores, producidos por autores con poco conocimiento del francés del siglo XVI, y con frecuencia mal traducidas deliberadamente para hacer que las profecías encajen en cualquier suceso que el traductor creyó se suponía que habían predicho.

## Biografía

### Infancia

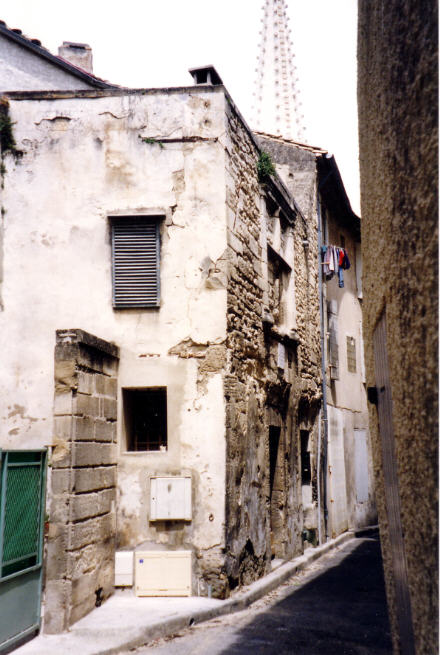
Lugar de nacimiento de Nostradamus, en el pueblo de Saint-Rémy-de-Provence.

Nostradamus nació el 14 de diciembre de 1503 en Saint-Rémy-de-Provence, Provenza, Francia, donde todavía existe su lugar de nacimiento, y se bautizó Michel. Fue uno de al menos nueve hijos del notario Jacob (o Jacques) de Nostredame y Reynière, nieta de Pierre de Saint-Rémy que trabajó como médico en Saint-Rémy. La familia de Jaume había sido originalmente judía, pero su padre, Cresquas, un comerciante de granos y dinero con sede en Aviñón, se había convertido al catolicismo entre 1459–60, tomando el nombre cristiano "Pierre" y el apellido "Nostredame" (Nuestra Señora), la santa en cuyo día hizo su conversión solemne. El antepasado más antiguo que puede identificarse en el lado paterno es Astruge de Carcasona, que murió alrededor de 1420. Los hermanos conocidos de Michel incluyen Delphine, Jean (c. 1507–77), Pierre, Hector, Louis, Bertrand, Jean II (nacido en 1522) y Antoine (nacido en 1523). Poco más se sabe sobre su infancia, aunque hay una tradición persistente de que fue educado por su bisabuelo materno, Jean de St. Rémy, que se ve socavada por el hecho de que este último desaparece del registro histórico después de 1504, cuando el niño tenía sólo un año de edad.

### Época de estudiante
A la edad de 15 años, Michel ingresó en la Universidad de Aviñón, en Francia. Para estudiar el bachillerato. Tras un año, logró acreditar el trivium ―unión existente en la época medieval de tres materias: gramática, retórica y lógica―, tiempo tras el cual se vio en la necesidad de buscar una nueva institución donde continuar sus estudios a causa de la clausura de Aviñón por la epidemia de peste negra persistente durante esa época. Años después, ingresó a la Universidad de Montpellier para estudiar Medicina, pero fue expulsado de la escuela de medicina cuando se descubrió que era boticario ya que el trabajo estaba prohibido para los estudiantes. Terminó sus exámenes de bachillerato en 1525.
La aparición de la peste bubónica interrumpió nuevamente sus estudios, y se vio obligado a viajar por toda Francia asistiendo a los enfermos a través de la estructuración de mejores dietas en la alimentación y vestimenta de cama, agua y pasillos bien aseados.
Mientras se hallaba viajando encontró e intercambió información con varios doctores, alquimistas, cabalistas y místicos renacentistas en la clandestinidad. Sus conocimientos como apotecario le fueron de utilidad para crear la «píldora rosa», la cual fue muy aclamada en la época por ofrecer una solución médica para la peste al contener aparentemente una fuerte dosis de vitamina C.
En 1530, regresó a Montpellier para recibir su doctorado, pero la conservadora de la universidad lo expulsó al descubrir su anterior oficio como boticario, una ocupación estrictamente prohibida por los estatutos de la universidad.
Después de su expulsión, Michel volvió a ejercer sus conocimientos como boticario en una sociedad atemorizada por la existente epidemia de peste.

### Primer matrimonio
En 1531, Michel fue invitado por el médico Giulio Cesare Scaligero (conocido como Julio César Escalígero en la tradición literaria española) para acudir al pueblo de Agen, donde desposó a una mujer cuyo nombre se encuentra aún bajo disputa ―se discute entre Anna de Cabrejas (una joven catalana, de Perpiñán) y Henriette d'Encausse―, con la cual tuvo dos hijos. En 1537 murieron su esposa y sus dos niños, presumiblemente a causa de la peste bubónica. En ese momento, Escalígero tuvo una disputa con él, y las autoridades de la Iglesia le solicitaron enfrentarlo a la Inquisición en Toulouse por un descortés comentario hecho sobre la realización de una estatua de la Virgen María.
En 1545, acudió, con el físico Louis Serre, a combatir un brote de peste en la comunidad de Marsella, para luego continuar en su intento por la erradicación de la misma en las regiones de Salon-de-Provence y Aix-en-Provence, siendo la primera donde establecería su residencia, la cual habitaría hasta su muerte.

### Segundo matrimonio
Al establecerse en Salon-de-Provence, en 1547 desposó a una viuda adinerada llamada Anne Ponsarde Gemelle. Durante este período, Michel comenzó a alejarse de la Medicina para acercarse a lo oculto. Con su supuesta habilidad para prever el futuro, escribió una serie de almanaques anuales (siendo el primero publicado en 1550), donde comenzó a utilizar la versión latina de su nombre auténtico, refiriéndose ahora como Nostradamus. Fue gracias a su éxito que se vio motivado a continuar redactando con mayor frecuencia dichas publicaciones.

### Relación con la aristocracia
Tras el exitoso serial de publicaciones proféticas, muchas personas provenientes de alejadas regiones francesas comenzaron a contactar a Nostradamus con tal de conocer lo que les depararía en su vida futura a través de los horóscopos. Debido al creciente número de clientes, decidió iniciar un proyecto, consistente en escribir un libro de 1000 redondillas, conocidas como «centurias», las cuales consistían en versos proféticos donde extendía la información contenida en sus anteriores almanaques. Sin embargo, con la intención de evitar una polémica que condujera a posibles enfrentamientos con la Inquisición, inventó un método para oscurecer las profecías del libro utilizando juegos de palabras y mezclando idiomas, tales como provenzal, griego, latín, italiano, hebreo y árabe.
Al ser publicada su máxima obra escrita bajo el nombre de Las profecías, muchos empezaron a criticar su contenido, argumentando que constituía información obtenida del demonio, y clasificando a Nostradamus como hereje. Contrariamente, ciertos sectores sociales apoyaron la publicación, otorgándole un distintivo de importancia espiritual, al considerar la obra como una post-biblia auténtica.
Catalina de Médici ―esposa del rey francés Enrique II― se pronunció como una de las más grandes admiradoras de Nostradamus, tras leer cada uno de sus almanaques publicados. Debido a ello, lo invitó a París para preguntarle sobre el futuro de sus hijos a través de horóscopos.

### Últimos años y muerte

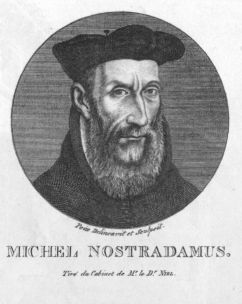
Retrato de Nostradamus, por el Dr. Niel.

En sus últimos años en Salon de Provence, Nostradamus sufría de insuficiencia cardiaca,
artritis y gota.
Hacia 1566, la gota se convirtió en un edema cardiopulmonar, que le causaría la muerte. A finales de junio de 1566, hizo llamar al notario Roche para redactar su testamento. Al amanecer del 2 de julio de 1566, su secretario, Jean de Chavigny, lo encontró muerto, de un ataque cardiaco.

Aquí descansan los restos mortales del ilustrísimo Michel Nostradamus, el único hombre digno, a juicio de todos los mortales, de escribir con pluma casi divina, bajo la influencia de los astros, el futuro del mundo.
Así reza el epitafio de Nostradamus, cuyas primeras profecías ya le habían otorgado cierta fama.

## Obras principales de Nostradamus
- 1545: Interpretation des hyeroglyphes de Horapollo, inédito.
- 1550-1567: Almanachs, Presages and Pronostications.
- 1554: Ein Erschrecklich und Wunderbarlich Zeychen..., Núremberg.
- 1555: Les propheties (Primera parte), Lyon.
- 1556: Traité des fardements et confitures, Lyon.
- 1557: Les propheties (segunda parte), Lyon.
- 1557: Paraphrase de C. Galien sur l'exhortation de Ménodote.
- 1566: Lettre de Maistre Michel Nostradamus, de Salon de Craux en Provence, A la Royne mere du Roy.
- 1568: Les propheties (tercera parte)

## Profecías de Nostradamus

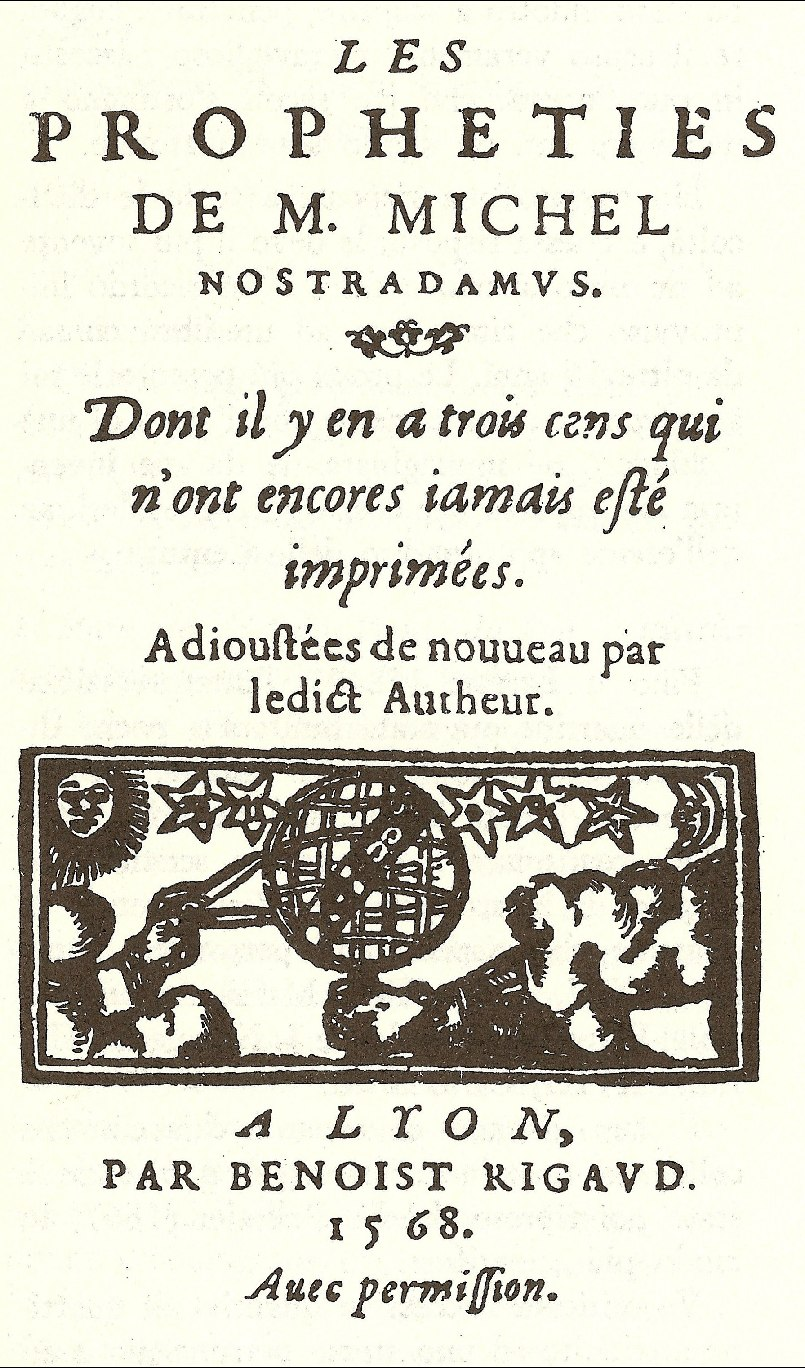
Les Prophéties, edición de 1568.

Hubo biografías de Nostradamus que afirman que temía ser perseguido de herejía por la Inquisición, ya que muchos otros, quienes habían publicado ideas polémicas en aquellos tiempos, habían sido llevados a juicio.
Según algunos «intérpretes» de Nostradamus, por esta razón decidió volver sus cuartetas extremadamente crípticas, con omisiones de palabras clarificadoras que tal vez servían para respetar la métrica de la poesía, con alusiones, con autorreferencia a otras partes de la profecía, con frases enigmáticas, con apócopes, metátesis y breves anagramas. Las cuartetas están cargadas de metáforas y de palabras griegas y latinas empleadas en un modo muy particular de Nostradamus.
Probablemente debido a la oscuridad de sus cuartetas proféticas, estas han perdurado por siglos y han sido a menudo interpretadas de manera distinta por diferentes escritores a lo largo de los años. Muchos libros han sido escritos basándose en estas varias interpretaciones, a pesar de que las diversas «lecturas» de su material han variado de una publicación a otra.

### Preparación y métodos para la profecía
Sus estudios médicos incluyeron escritos hechos por Alberto Magno, Teofrasto Paracelso y Cornelio Agrippa.
También usó una técnica de Branchus, el profeta délfico de Grecia, que consistía en sentarse sobre un trípode de bronce y contemplar el interior de un cuenco de bronce lleno con agua, varios aceites y especias.

He vaciado toda mi alma, cerebro y corazón de toda preocupación y he logrado un estado de tranquilidad y quietud de la mente, los cuales son requisitos para predecir a través del trípode de bronce.
Carta de Nostradamus al rey Enrique II de Francia

.

### Nuevos descubrimientos sobre Les Prophèties

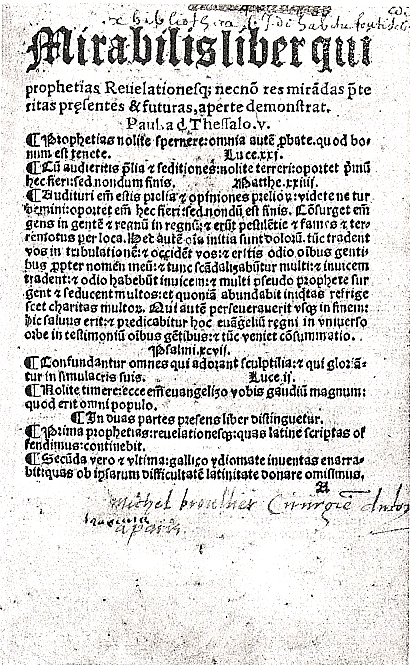
Mirábilis Líber, texto en el que Nostradamus basó sus cuartetas.

El especialista en su obra y vida, Peter Lemesurier, en su libro Nostradamus, bibliomancer: the man, the myth, the truth, demuestra cómo gran parte de su obra profética son paráfrasis de colecciones de antiguas profecías apocalípticas (principalmente basadas en la Biblia), complementadas con referencias a los acontecimientos históricos y las antologías de presagios, y luego las proyecta en el futuro, en parte con la ayuda de la comparativa del horóscopo. De ahí las muchas predicciones que implican figuras antiguas como Sila, Cayo Mario, Nerón y otros, así como sus descripciones de las «batallas en las nubes» y «ranas cayendo del cielo».
Sus fuentes históricas incluyen pasajes fácilmente identificables de Tito Livio, Suetonio, Plutarco y de historiadores clásicos, así como de los cronistas medievales, como Geoffrey de Villehardouin y Jean Froissart. Muchas de sus referencias astrológicas se toman casi palabra por palabra del Livre de l'estat et mutations des temps de Richard Roussat.
Una de sus principales fuentes proféticas era, evidentemente, el Mirabilis Liber de 1522, que contenía una serie de profecías por Pseudo-Metodio, la Sibila Tiburtina, Joaquín de Fiore, Savonarola y otros (su Prefacio contiene 24 citas bíblicas, todas menos dos en el orden utilizado por Savonarola). Este libro tuvo un éxito considerable en la década de 1520, cuando pasó por media docena de ediciones, pero no ejerció gran influencia, seguramente debido a que su texto estaba escrito en su mayoría en latín, escritura gótica y muchas abreviaturas difíciles. Nostradamus fue uno de los primeros en volver a parafrasear estas profecías en francés, lo que puede explicar su popularidad. Cabe señalar que las opiniones modernas de plagio no se aplicaban durante el siglo XVI. Autores frecuentemente copiaban y parafraseaban pasajes sin el reconocimiento de sus autores, especialmente de los clásicos. La última investigación sugiere que él puede de hecho haber utilizado bibliomancia.

### Críticas
Los críticos sostienen que su reputación como profeta ha sido construida por intérpretes de nuestros tiempos, que hacen calzar sus palabras con hechos que ya se han verificado o que son tan cercanos que pueden ser considerados como inevitables, un proceso conocido como «precognición retroactiva». Hay quienes sostienen que ninguna cuarteta de Nostradamus ha sido interpretada antes de que un determinado acontecimiento previsto por esta se haya cumplido, o son de significado muy genérico (por ejemplo: "en algún lugar de Occidente habrá un incendio, en Oriente comenzará una guerra espantosa"). Incluso existen famosos ejemplos dentro de Les Propheties que atentarían contra la capacidad profética de Nostradamus. Por ejemplo, la más famosa de las cuartetas, la 72 de la centuria 10:

El año mil novecientos noventa (y) nueve, siete meses,
del cielo vendrá un gran rey de terror,
para resucitar al gran rey de Angoulmois
antes, después Marte reinar por fortuna.

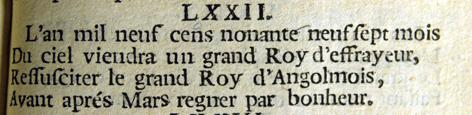

El especialista en su vida y obra, Peter Lemesurier, llegó a la conclusión de que Nostradamus no fue profeta ni clarividente, sino simplemente un ocultista que empleó varios métodos arcanos para oscurecer las profecías del Mirábilis liber y sucesos pasados.
Una buena demostración de este sistema de predicción flexible consiste en tomar estrofas escritas por poetas o compositores modernos (por ejemplo, de Bob Dylan) y mostrar cómo parecen igualmente «proféticas». Se pueden usar una serie de trucos para hacer profecías, tales como hacer profecías ambiguas, profetizar hechos que suelen ocurrir a menudo, etcétera.[cita requerida]
Algunos escritores creen que Nostradamus no escribía como profeta,[cita requerida] sino que comentaba sucesos que pertenecían a sus tiempos, pero ―para evitar persecuciones― escribía de manera elusiva y utilizando un lenguaje críptico y metafórico. Esto sería parecido a la interpretación preterística del Apocalipsis de Juan; tal vez quería simplemente escribir a propósito de hechos contemporáneos, pero con el pasar del tiempo sus escrituras fueron interpretadas como profecías.
La mayor parte de las cuartetas tratan sobre desastres de varios tipos, que incluyen epidemias, terremotos, guerras, inundaciones, asesinatos, sequías, batallas y otros temas parecidos. Algunas profecías son genéricas, sin precisar lugares y fechas; otras parecen tratarse de un personaje o de un pequeño grupo de personas. Algunas se refieren a un solo pueblo o ciudad y otras enumeran poblaciones diferentes.